# Thiago Rockenbach
Thiago Rockenbach da Silva (* 1. Februar 1985 in Marechal Cândido Rondon, Paraná) ist ein ehemaliger brasilianischer Fußballspieler.

## Karriere
Der offensive Mittelfeldspieler kam 2002 über den brasilianischen Verein Maricilio Dias zu Werder Bremen, wo er im Regionalligateam zum Einsatz kam. In der Bremer Profimannschaft kam er über mehrere Teilnahmen an den Trainingseinheiten nicht hinaus.
Zur Saison 2007/08 verließ Rockenbach da Silva die Bremer und wechselte zum FC Rot-Weiß Erfurt, bei dem er einen Vertrag über zwei Jahre plus beidseitiger Option auf Vertragsverlängerung unterschrieb. Mit Erfurt gelang ihm die Qualifikation für die neugeschaffene 3. Liga, in der er zu Saisonbeginn sein Profidebüt gegen Dynamo Dresden gab.
Zur Saison 2010/11 verpflichtete der Zweitligist Fortuna Düsseldorf Rockenbach da Silva. Nach lediglich zwei Kurzeinsätzen in der Hinrunde wurde der bis 2012 laufende Vertrag jedoch bereits am 29. Dezember 2010 einvernehmlich vorzeitig aufgelöst.
Zur Winterpause 2010/11 wechselte der Mittelfeldspieler zu RB Leipzig, wo er in der Saison 2012/13 den Aufstieg in die 3. Fußball-Liga erreichte.
Unter Trainer Alexander Zorniger bekam er in der Saison 2013/14 kaum noch Einsatzzeiten, daher wechselte er in der Rückrunde auf Leihbasis zur Regionalligamannschaft von Hertha BSC. Im Sommer 2014 wechselte er fest zu Hertha BSC, Sommer 2015 zum BFC Dynamo.
Nach zwei Jahren beim früheren Rekordmeister der DDR unterschrieb Rockenbach da Silva im Sommer 2017 für zwei Jahre beim früheren Bundesligisten Tennis Borussia Berlin in der Oberliga Nordost. Zur Spielzeit 2019/20 schloss er sich dem Berlin-Ligisten Berlin United an. Im Sommer 2020 wechselte Rockenbach zum Brandenburger SC Süd, wo er 2021 seine Karriere beendete.